# 阿尔德库尔欧布瓦
阿尔德库尔欧布瓦（法語：Hardecourt-aux-Bois）是法国皮卡第大区索姆省的一个市镇，属于佩罗讷区孔布勒县。该市镇2009年时的人口为84人。

## 人口
阿尔德库尔欧布瓦人口变化图示
| 数据来源：INSEE |